# Sericus
Sericus — голарктический род жуков-щелкунов из подсемейства Elaterinae.

## Распространение
В Палеарктическом регионе распространены 4 вида (это: Sericus brunneus, Sericus clarus, Sericus suaenus и Sericus fujisanus), в Неарктическом — 3.

## Описание
Представители рода морфологически имеют большое сходство по имагональным признакам, однако, по морфологии личинок делятся на две неравнозначные группы: в первую входит подавляющее количество видов, а во вторую всего один вид, а именно Sericus subaeneus. Отличия между ними очень чёткие и в связи с этим Долин В. Г и Остафичук В. Г в 1973 году выделили этот вид в отдельный род. Однако, эти отличия носят исключительно адаптивный характер, а строение взрослых особей Sericus subaeneus настолько схожи с представителями этого рода, что отделить этот вид можно, в лучшем случае, подродом.

### Имаго
Жуки меленьких и средних размеров, в длину достигающие от 6,5 до 12 миллиметров. Лоб жуков выпуклый, расположен в одной плоскости с наличником; надусиковые кили не достигают длиной до переднего края наличника. Усики пилообразные начиная с четвёртого членика, обычно короче переднеспинки. Переднегрудные швы двойные, слегка изогнутые внутрь, спереди чуть-чуть зияющие, углублённые.
Задний переднегрудной отросток расположен горизонтально либо с небольшим уступом у передних тазиков, у вершины с небольшим зубцом. Переднеспинка в пупковидных точках. Боковая каёмка прямая. Проплевры у передних тазиков имеют небольшой острый зубец.
Щиток языковидный. Среднегрудная ямка немного не доходит до заднего края мезостернита. Жёлоб среднегрудной ямки имеет сглаженные сглаженные стенки. Бедренные покрытия задних тазиков не расширены либо расширены очень слабо, без зубца на заднем крае.
Гениталии самца склеротизированы более или менее равномерно. Пенис равномерно сужается к вершине или с небольшим сужением перед серединой. Парамеры тонкие, коленчато изогнутые, со слабым расширенными или нерасширенными вершинами, несущими от 6 до 8 щетинок. В bursa copulatrix самки сларотизированные образования отсутствуют или же имеются мельчайшие шипики.

#### Половой диморфизм
у представителей этого рода половой диморфизм выражен довольно хорошо. Самки, как правило, крупнее самцов, с более короткими усиками, с более выпуклой и сильнее округлённой по бокам переднеспинкой и со слегка расширенными в задней трети надкрыльями. Самки могут также отличаться и окраской.

### Проволочники
У проволочников голова выпуклая и спереди сильно сужена. Мандибулы мощные, короткие, раздвоенные, с двумя дополнительными срединными зубцами, за исключением основного. Назале вытянутоклиновидное, задняя лопасть лобной пластинки коротколанцетивидная или копьевидная, значительно длиннее суммарной ширины боковых лопастей. Эпикраниум на верхней части и по бокам с одинаковыми щетинками против середины задней лопасти, из них три щетинки располагаются на щеках. Подбородок трапецеобразный, к основанию значительно расширен.
Тергиты сегментов груди и брюшка равномерно окрашенные, без килеобразный каймы в части основания. Каудальный сегмент имеет параболический образ, на вершине гладкий, со слабо выраженной средней линией на спинной и брюшной поверхности, с тремя концентрическими рядами щетинок. Стернит и подпорка занимают не более одной трети ширины и одной пятой длины брюшной поверхности сегмента.

## Список видов
Некоторые виды этого рода:
- Sericus bifoveolatus (Lewis, 1894)
- Щелкун бурый (Sericus brunneus (Linnaeus, 1758))
- Sericus clarus Gurjeva, 1972
- Щелкун моховой (Sericus fujisanus Lewis, 1894)
- Sericus incongruus (LeConte 1853)
- Щелкун вертлявый (Sericus musculus Candeze, 1873) (=Silesis musculus Candeze, 1873, Agriotes ferrugineipennis (LeConte, 1861))
- Sericus silaceus Say 1825
- Sericus subaeneus (W.Redtenbacher, 1842)
- Sericus viridanus Say 1825